# Egon Bondy's Happy Hearts Club Banned
Albums de The Plastic People of the Universe
Pašijové hry velikonoční
Egon Bondy's Happy Hearts Club Banned est le troisième album du groupe de rock tchèque The Plastic People of the Universe, sorti début 1978.

## Titres
1. Dvacet
2. Zácpa
3. Toxika
4. Magické noci
5. M.G.M.
6. Okolo okna
7. Elegie
8. Podivuhodný mandarin
9. Nikdo
10. Jó-to se ti to spí
11. Já a Mike
12. Ranní ptáče
13. Francovka
14. Jednou nohou
15. Spofa blues
16. Apokalyptickej pták
17. Píseň brance

## Musiciens
- Milan Hlavsa – basse, chant
- Josef Janíček – guitare, vibraphone, chant
- Jiří Kabeš – violon, chant
- Vratislav Brabenec – saxophone alto
- Jiří Šula – batterie
- Jaroslav Vožniak – batterie
- Vasil Šnajdr – flûte
- Zdeněk Fišer – thérémine